# Jean d'Arcy (évêque)
Pour les articles homonymes, voir D'Arcy et Jean d'Arcy.
Jean d'Arcy ou d'Arceis (mort en 1344) est un évêque français. Il est tout d'abord évêque de Mende où son nom est resté dans les fastes épiscopaux comme Jean II d'Arcy, étant le deuxième évêque à se prénommer Jean. Il fut ensuite évêque d'Autun et enfin évêque de Langres (Jean IV)

## Biographie

### Famille
Il y a ambiguïté sur l'origine familiale de Jean d'Arcy, deux hypothèses sont avancées concernant sa famille : 
1° Pour certains auteurs, il existe une confusion avec un Jean d'Arcis ou d'Arceis ou d'Arcies, conseiller du roi, frère des évêques Pierre de Troyes et Nicolas d'Auxerre, tous trois effectivement d'Arcis-sur-Aube au XIVe siècle aussi, et l'évêque Jean appartient en fait à la famille des seigneurs d'Arcy-sur-Cure,,, neveu et frère (ou cousin) des évêques Hugues d'Autun et Hugues de Laon. 
2° Pour d'autres auteurs, notamment à cause des armoiries de son sceau, connues très imprécisément mais évoquant cependant de loin les armes des seigneurs d'Arcis, Jean est bien un membre de la famille d'Arcis-sur-Aube, parent, frère ou cousin, des évêques Pierre de Troyes et Nicolas d'Auxerre ci-dessus. 
C'est à tort qu'il est confondu avec Jean d'Arcy abbé de Ferrières, de Vézelay et de Corbie, qui, lui, serait bien membre de la famille de l'Yonne et même le frère d'Hugues de Laon ci-dessus).

### Évêque de Mende
C'est en 1330 que Jean d'Arcy, trésorier de l'Église de Reims, accède à l'évêché de Mende, succédant à Guillaume Durand neveu. Si l'on omet Betran, qui est parfois cité comme successeur de Guillaume Durand, mais non retenu dans la liste des évêques, il devient par conséquent le deuxième comte (prince)-évêque du Gévaudan : le titre ayant été officiellement obtenu par les évêques de Mende avec l'acte de paréage signé en 1307 par le roi et Guillaume Durand. S'il est parfois évoqué que Jean d'Arcy est originaire du Gévaudan, aucune preuve ne vient étayer cette assertion.
Il ne reste évêque de Mende qu'une seule année, avant d'être transféré à l'évêché d'Autun en 1332.

### Évêque d'Autun
Il est évêque d'Autun pendant 11 années. 

### Duc-Évêque de Langres
En 1342, il devient évêque de Langres. Avec cet évêché il devient alors duc de Langres, mais également pair de France. Il teste le 12 août 1344 et meurt le lendemain.